# Klacskó Tódor Márton
Klacskó Tódor Márton (Viszoka (Trencsén vármegye), 1777. május 4. – Nyitra, 1854. szeptember 17.) piarista áldozópap és tanár.

## Élete
1795. október 6-án lépett a rendbe Privigyén. 1797-1799-ben elemi iskolai tanító volt Podolinban; 1800-1802-ben a grammatikai osztály tanára Kisszebenben, 1803-4-ben bölcselethallgató Vácon. 1804. augusztus 19-én miséspappá szentelték fel. 1805-6-ban teológiát tanult Nyitrán; 1807-ben a humaniorák tanára Kalocsán, 1807-ben Kecskeméten, 1809-től 1817-ig Privigyén. 1811-től egyszersmind a novíciusok pro-magistere. 
1818-tól 1822-ig Pesten a humaniórákat tanította. 1823-tól 1829-ig Privigyén helyettes rektor, majd rektor és gimnáziumi igazgató. 1830-ban Szentgyörgyön helyettes rektor, 1831-ben Selmecen helyettes tanár, 1832-től 1839-ig Léván a bennlakók felügyelője és a humaniórák tanára. 1840-től Nyitrán házi lelki atya. 
Különösen kitűnt abban, hogy a számtant és a latin klasszikusokat tanítványaival megkedveltette, mely tulajdonságát Lutter Nádor főigazgató is dicsérőleg emelte ki. A magyar nyelven kívül beszélt németül és szlovákul.

## Munkája
- Elegia, qua rev. dno. Francisco Szekfű dum metrop. ecclesiae Strigoniensis actualis canonici dignitatem adiret gratulatae sunt scholae piae Leventes 1833. Strigonii